# کریستیان اندرسن (دوچرخه‌سوار)
کریستیان اندرسن (انگلیسی: Christian Andersen؛ زادهٔ ۱۸ ژوئن ۱۹۶۷) دوچرخه‌سوار اهل دانمارک است.